# Luis González Bailén
Luis González Bailén (Priego de Córdoba, 24 de enero de 1580-Alcalá la Real, 22 de abril de 1655) fue un arquitecto y cantero español y regidor de la villa de Alcalá la Real. Alcanzó el puesto de maestro mayor del Ducado de Sessa, por lo que la mayoría de sus obras fueron realizadas en Cabra; aunque entre sus obras también destaca la tribuna del trascoro de la Catedral de Sevilla y la fábrica del retablo de la Mezquita-catedral de Córdoba.

## Biografía
Luis nació en la villa de Priego de Córdoba, en la provincia de Córdoba, y muy pronto siguió los pasos de su progenitor, Alonso González Bailén, a quien consideró su mentor. Contrajo matrimonio en 1612 con María de Aranda, hija de Ginés Martínez de Aranda, en Castillo de Locubín, con la que tuvo dos hijas gemelas, Isabel y María, dos años más tarde.
Las canteras de los municipios de Cabra, con su afamado jaspe rojo, y Luque, hicieron que los González Bailén, padre e hijo, residieran en estas poblaciones para realizar sus tareas arquitectónicas. Sus éxitos lo llevaron pronto a convertirse en maestro mayor de las obras del VI duque de Sessa, Luis Fernández de Córdoba y Aragón. En 1613 se le encargó la construcción de la portada, balcón y escudo de armas de la casa del doctor Jerónimo de Leiva, el que posteriormente se convirtió en el actual Instituto Aguilar y Eslava de Cabra.
En 1619 su cuñado Ginés le mandó realizar la tribuna del trascoro de la Catedral de Sevilla, bajo órdenes del maestro mayor Miguel de Zumárraga. En 1620 construyó el denominado puente del Fondón o de San Sebastián en Cabra, trasladando grandes bloques de piedra desde la cantera hasta su taller en la calle Nueva, provocando destrozos en el pavimento, por lo que fue amonestado por el Cabildo de la ciudad, quien le instó a solicitar una licencia para seguir extrayendo piedra, a lo que se negó en rotundo el duque de Sessa por considerar la cantera de su pertenencia. En 1625 colaboró con Alonso Matías y Juan de Aranda Salazar en la fábrica del retablo de la Mezquita-catedral de Córdoba; mientras que en 1629 volvió a regresar a Cabra para diseñar el puente del Junquillo que cruzaba el arroyo de la Tejera. Un año más tarde colaboró junto a Lope de Medina Chirinos en el retablo de la iglesia de los jesuitas en Montilla. 
El duque de Sessa, confiado en los grandes proyectos que había elaborado, lo nombró tesorero general en sus rentas de las villas de Cabra y Baena, puesto en el que llegó a recibir 385.623 maravedíes. Gracias a este salario, se construyó una casa en Cabra en 1635, en la actual calle Priego, número 40, que en 1649 fue vendida a la familia Heredia-Cabrera. En 1645 se trasladó hasta Alcalá la Real, donde escaló en la sociedad hasta llegar a convertirse en regidor de la villa en 1653. Falleció en este municipio dos años más tarde.